# Cielo notturno

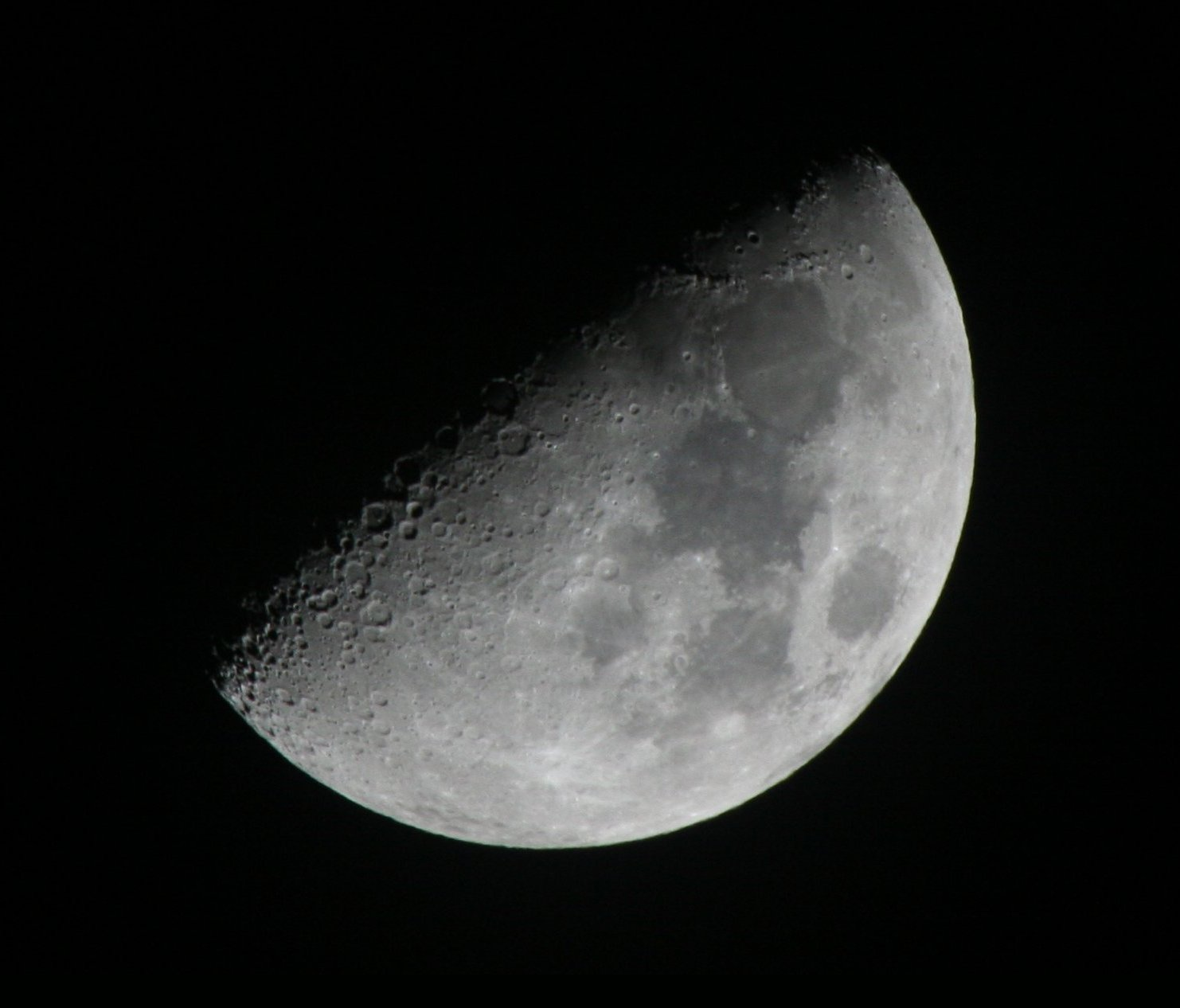
La Luna è l'oggetto più comunemente osservato nel cielo notturno.

Cielo notturno è un termine usato per descrivere il cielo visto quando è notte. Il termine è generalmente associato all'astronomia ed alla possibilità di vedere oggetti celesti come le stelle, la Luna ed i pianeti che diventano visibili dopo che il Sole è tramontato. In certe condizioni Luna e Venere sono visibili anche di giorno. Per influenza della Bibbia è comune riferirsi al cielo notturno anche con il termine firmamento.
Il cielo notturno ed i relativi studi hanno luogo nelle culture antiche e moderne. Nel passato, ad esempio, i contadini utilizzavano lo stato del cielo notturno come calendario per determinare quando effettuare lavori agricoli (piantare, seminare, mietere, ecc.). Diverse culture hanno disegnato costellazioni tra le stelle nel cielo, collegandole a leggende, miti e divinità.
Le antiche credenze in astrologia sono generalmente basate sulla convinzione che vi sia un nesso tra influssi di entità paradisiache e gli eventi terrestri. Gli studi scientifici del cielo notturno ed i corpi celesti osservati trovano posto nell'astronomia.
La visibilità dei corpi celesti nel cielo notturno è però influenzata dall'inquinamento visivo. La presenza della Luna nel cielo notturno ha sempre ostacolato l'osservazione a causa dell'incremento della luce nell'ambiente circostante. Inoltre, con l'avvento delle sorgenti luminose artificiali, il relativo inquinamento è diventato un problema sempre più sentito per la visione del cielo notturno. Speciali filtri ed apparecchi per la modifica della luce possono alleviare questo problema, ma per una migliore visione (sia professionale che amatoriale) del cielo notturno, gli astronomi cercano siti di osservazione lontani dalle maggiori aree urbane.